# Republica Hawaii
Republica Hawai a fost numele formal începând cu anul 1894 până în anul 1898 când a fost constituită oficial ca o republică. Perioada de Republică a fost între administrația Guvernului Provizional de Hawaii care s-a terminat pe 4 iulie din 1894 și adoptarea Rezoluției Newlands care marchează sfârșitul ca țară, unde republica consideră că anexarea la Statele Unite convenea să fie recunoscută ca "Teritoriul  Hawaii" pe 7 iulie din 1898.

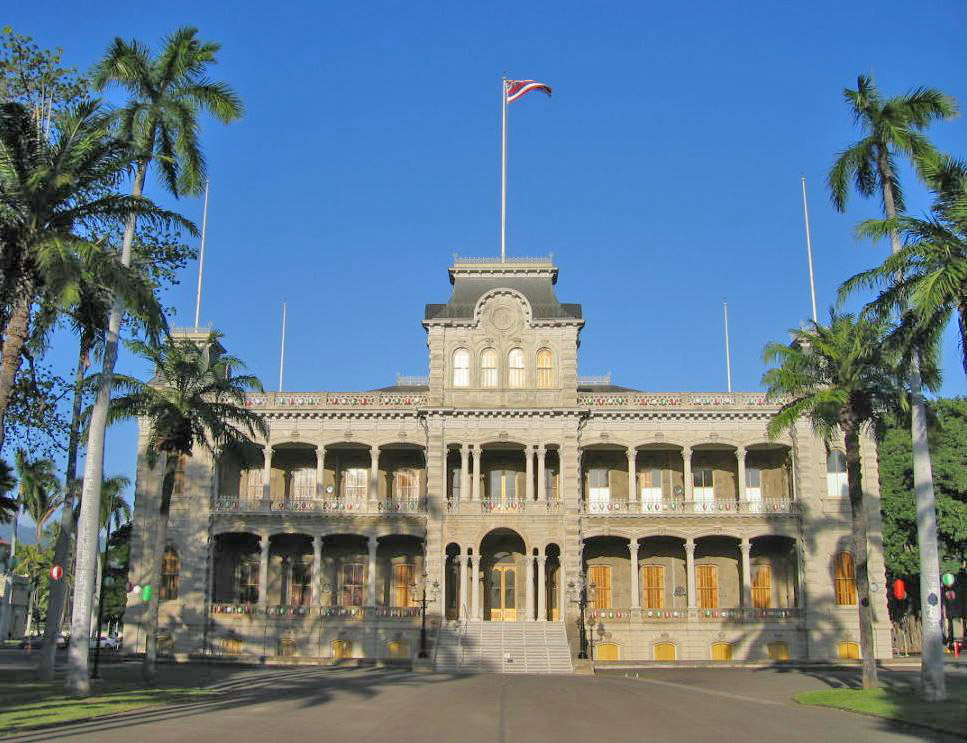
Palatul ʻIolani, formal a fost Capitala Republicii Hawai.